# Phare de Norddorf
Le phare de Norddorf (en allemand : Leuchtturm Norddorf) est un phare actif situé sur l'île d'Amrum, près de Norddorf (Arrondissement de Frise-du-Nord - Schleswig-Holstein), en Allemagne.
Il est géré par la WSV de Tönning .

## Histoire
Le phare  a été mis en service en 1906 sur le côté nord-ouest de l'île d'Amrum à environ 7 km au sud-ouest de Norddorf, dans la réserve des dunes d'Amrun. Il a été électrifié dans les années 1930 et automatisé en 1984. Il sert principalement de guidage vers le port d'Hörnum sur l'île voisine de Sylt.

## Description
Le phare  est une tour cylindrique préfabriquée en fonte de 8 m de haut, avec une galerie et une lanterne. La tour est peinte en blanc et la lanterne est rouge. Son feu à occultations émet, à une hauteur focale de 22 m, un éclat blanc, rouge et vert selon direction, de 4.5 secondes par période de 6 secondes. Sa portée est de 16 milles nautiques (environ 30 km) pour le feu blanc, et 11 milles nautiques (environ 20 km) pour le feu rouge et le feu vert.
Identifiant : ARLHS : FED-168 ; 3-06600 - Amirauté : B1728 - NGA : 10636.

## Caractéristiques dufeu maritime
Fréquence : 6 secondes (WRG)
- Lumière : 4.5 secondes
- Obscurité : 1.5 secondes

|                       |
| Localisation de Amrum |

|          |
| Le phare |

### Lien connexe
- Liste des phares en Allemagne